# Yeşilyurt, Türkoğlu
Yeşilyurt là một xã thuộc huyện Türkoğlu, tỉnh Kahramanmaraş, Thổ Nhĩ Kỳ. Dân số thời điểm năm 2010 là 133 người.